# Kohlberg (Oberpfalz)
Kohlberg település Németországban, azon belül Bajorországban. Lakosainak száma 1200 fő (2023. december 31.).

## Népesség
A település népessége az elmúlt években az alábbi módon változott:
| Lakosok száma | 677  | 1406 | 1223 | 1175 | 1256 | 1216 | 1211 | 1210 | 1217 | 1200 |
|               | 1875 | 1950 | 1975 | 1987 | 2012 | 2014 | 2016 | 2017 | 2021 | 2023 |